# Педро Орренте

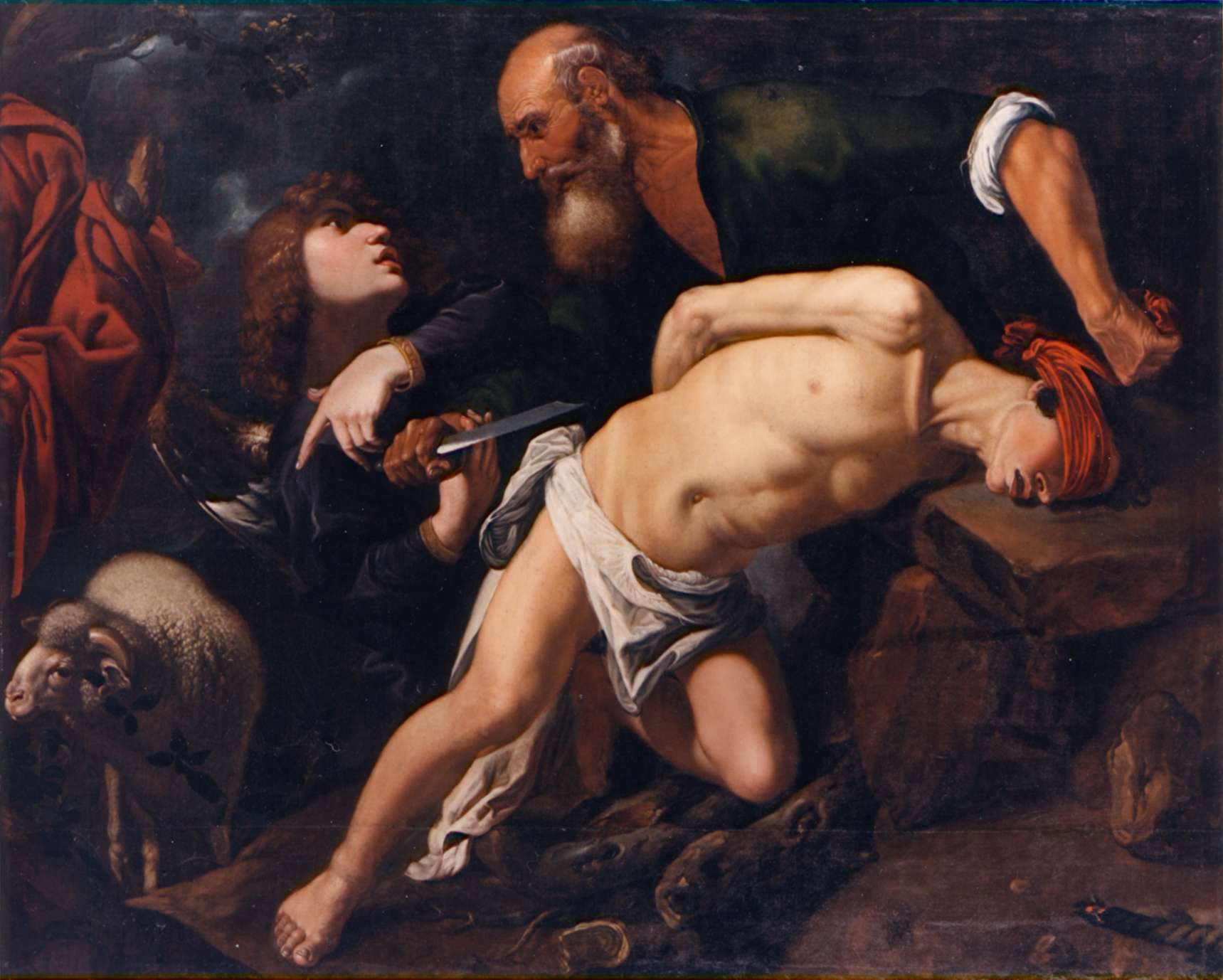
Жертвоприношение Исаака (oк. 1616)

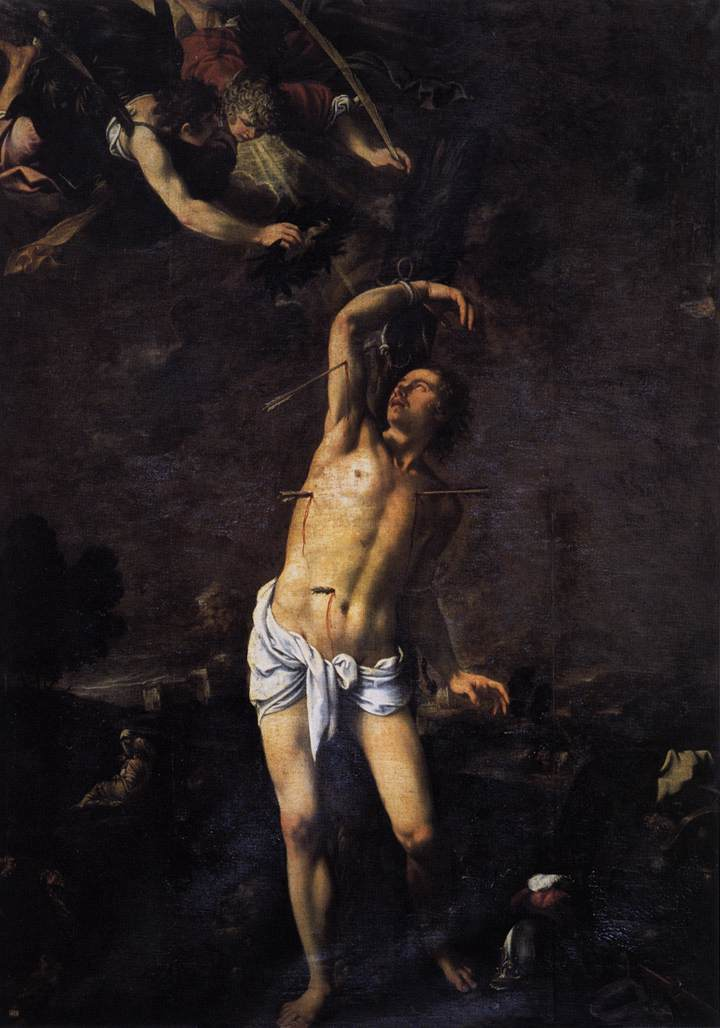
Святой Себастьян

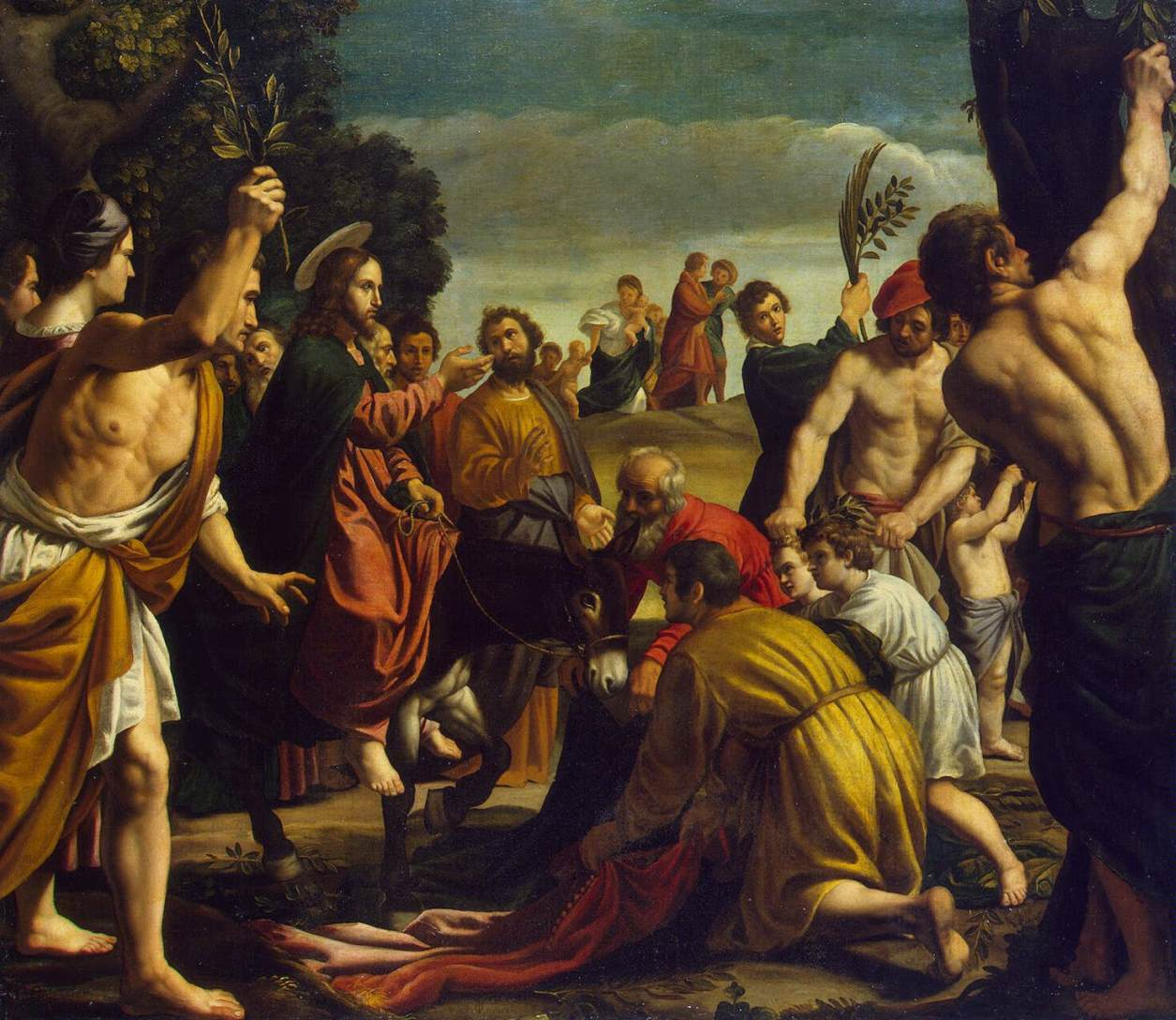
Вход Господень в Иерусалим (oк. 1620)

Педро Орренте (встречается Педро де Орренте) (исп. Pedro de Orrente; 18 апреля 1580, Мурсия — 19 января 1645, Валенсия) — испанский живописец раннего барокко, один из основоположников реалистического стиля в Испании. Представитель толедского тенебризма.

## Биография

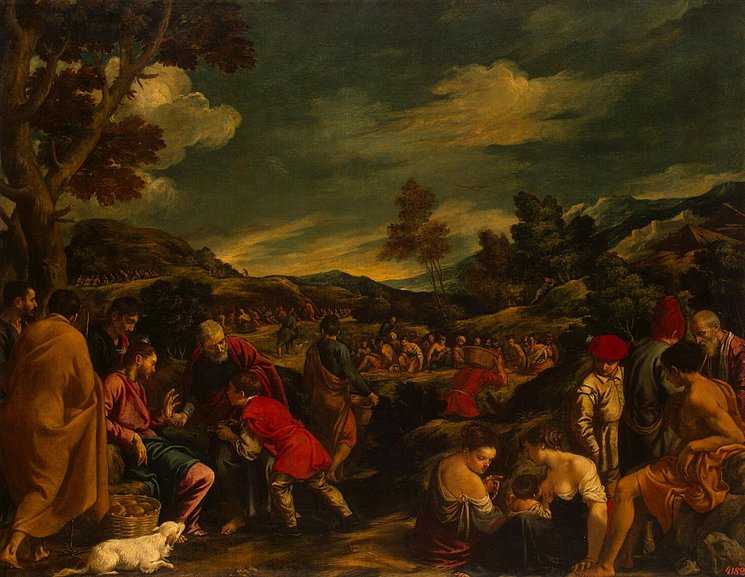
«Чудо умножения хлебов и рыб». Эрмитаж

Родился в семье торговца из Марселя, поселившегося в Мурсии в 1573 году. Получил образование в Толедо, восхищался работами Эль Греко, украшавшими в церкви и дворцы города. Здесь он познакомился и, вероятно, учился у художника Хорхе Мануэля Теотокопулоса, сына Эль Греко, который оказал на него большое влияние, когда дело доходит до выбора тематики его работ и используемых художественных приемов.
Писал библейские сюжеты в виде многофигурных крестьянских сцен, которые происходят на фоне условного сельского пейзажа, портреты и жанровые полотна.
Оставил след в школах живописи городов, которые он посетил. Сперва это было Толедо, одним из главных представителей которой он стал вместе со своими современниками Хуаном Санчесом Котаном и Луисом Тристаном. Зрелые работы П. Орренте встречаются в Мурсии, Куэнке, Кордове и Севилье .
В Валенсии им была основана художественная школа. П. Орренте написал восемь картин для дворца Буэн-Ретиро в Мадриде. Подражал представителю венецианской школы Якопо Бассано и художников караваджистов, вследствие чего был прозван испанским Бассано.
В 1611 году создал для виконта де-Гуэска восемь картин, изображающих Сотворение мира, а в 1616 году, для валенсийского собора — большой образ св. Себастиана. В мадридском музее находится восемь картин этого художника («Жертвоприношение Исаака», «Поклонение пастырей», «Лот с его семейством» и др.); кроме того, его произведения имеются в Дрезденской галерее («Иаков и Рахиль»), в венском музее («Христос исцеляет больных», «Иоанн Креститель» и др.), в Санкт-петербургском Эрмитаже («Чудо умножения хлебов и рыб»), в толедском соборе и в некоторых других местах.